# Kramár Jenő
Kramár Jenő (Budapest, 1895. szeptember 21. – Boston, USA, 1981. február 1.) magyar gyermekorvos, egyetemi tanár.

## Életpályája
Kramár István vasúti hivatalnok és Altstätter Anna fiaként született. Az I. Kerületi Magyar Királyi Állami Főgimnáziumban érettségizett (1913). Harctéri szolgálata után, 1920-ban avatták a Budapesti Tudományegyetemen orvosdoktorrá. 1921–1931 között az Erzsébet Tudományegyetem Orvostudományi Kar Gyermekgyógyászati Klinikáján dolgozott. 1924–1925 között a Rockefeller Alapítvány ösztöndíjával biokémiai kutatásokkal foglalkozott a Harvard Egyetemen és a Johns Hopkins Egyetemen; az amerikai és a kanadai gyermekklinikákat tanulmányozta. 1927-től a pécsi egyetem magántanára volt. 1929–1931 között az Erzsébet Tudományegyetem Orvostudományi Kar Gyermekgyógyászati Klinika megbízott igazgatója volt. 1931-től a szegedi egyetemen a gyermekgyógyászat nyilvános rendkívüli, 1935–1944 között nyilvános rendes tanára, 1943–1944 között az egyetem rektora volt. Az USA-ban letelepedve, 1950-től Omahában (Nebraska) a Creighton Egyetemen a gyermekgyógyászat tanszékvezető tanára volt. 1972-ben vonult nyugdíjba.

### Munkássága
Amerikai és külföldi akadémiák tagja volt. A Magyar Gyermekorvosok Társasága, a Leopoldina Német Természettudományos Akadémia, a Budapesti Királyi Orvosegyesület, az American Physiological Society, a Society of Experimental Medicine and Biology, az American Academy of Pediatrics, az Academia Catholica Hungarica tagja volt. Gyermekgyógyászat fiziológiai, patológiai és klinikai szempontból; a hipofízis-hormonok fiziológiája és patológiája, különös tekintettel a gyermekkorra; a hajszálér-ellenállás fiziológiája és patológiája; a vérzékenység mechanizmusa.

## Művei
- Adatok a szamárköhögés klinikájához és bakteriológiájához (1924)
- A szegedi poliomyelitis-járvány tanulságai (Orvosi Hetilap, 1933)
- A csecsemők és gyermekek tüdőgyulladásáról immunitástani szempontból (OK, 1933)
- Untersuchungen zur Pharmakologie und Pharmakodynamie des Kindesalters. Archiv für Kinderheilkunde (1936/7)
- Zur Klinik des akuten Rheumatismus (1937)
- Die kindliche Ruhr und das Nervensystem (Miskolczy Dezsővel, Csajághy Mártával, Lipcse-Budapest, 1940)
- Adatok a vérhas chemotherapiájához (1942)
- Gyermekvédelem (Délvidéki Szemle, 1943)
- Mit jelent a szegedi egyetem a Délvidéknek? (Délvidéki szemle, 1944)[5]